# Trnbusi
Trnbusi su naselje u Splitsko-dalmatinskoj županiji. 

## Zemljopis
Po položaju smještene su u srednjoj Dalmaciji, u mikroregiji Poljičke zagore Južnohrvatskoga primorja, 23 km sjeveroistočno od grada Omiš, u Gornjim Poljicima.
Nalaze se na križištu državne ceste D62 (Dugopolje (D1) i lokalne ceste L67086 (Donji Dolac- Putišići- Gornji Dolac- Trnbusi)

## Upravna organizacija
Po upravnoj organizaciji gradsko su naselje grada Omiša.  
Po poštanskoj organizaciji, pripadaju poštanskom uredu u Blatu na Cetini.

## Stanovništvo
Većinsko i jedino autohtono stanovništvo ovog sela su Hrvati.
Popis stanovništva 2001
- 189 stanovnika
- prosj. god. stopa pada -3,75%
- površina 20,36 km2
- prosj. gustoća naseljenosti 9 st./km2; 61 domaćinstvo
- žena 50,8%, muškaraca 49,2%
- stanovništvo po dobi: u dubokoj starosti  (mlado 16,9%, zrelo 45%, staro 38,1%).

Popis stanovništva 2011
- 163 stanovnika
- 60 kućanstava

Najbrojnija prezimena redom su:
Rodić, Lasić, Zeljković, Bajamić, Šarić, Vranković, Stanić, Vučević, Jurić, Čorić, Pavković, Bilić, Mrčelić, Vranjković, Lekšić, Lučić, Tomić, Šušnjara.
| broj stanovnika | 303   | 367   | 378   | 437   | 488   | 494   | 426   | 449   | 487   | 461   | 406   | 406   | 330   | 277   | 189   | 162   | 176   |
|                 | 1857. | 1869. | 1880. | 1890. | 1900. | 1910. | 1921. | 1931. | 1948. | 1953. | 1961. | 1971. | 1981. | 1991. | 2001. | 2011. | 2021. |

## Gospodarstvo
Gospodarska osnova:
- poljodjelstvo 30%
- vinogradarstvo 25%
- maslinarstvo 20%
- stočarstvo 15%
- voćarstvo 5%
- turizam 5%

## Povijest
Župna crkva sv. Luke evanđelista građena je od 1907. do 1912, u istoimenoj župi koja je osnovana u XV. st, a obnovljena 1625. godine. Poljički dekanat Splitsko-makarske nadbiskupije.
Stara župna crkva sv. Luke izgrađena je u XVI st.
Godine 1857. i 1890. ime je Trambusi, a dijelovi naselja su:
Bile Laze, Čorići, Dubine, Gornji Doli, Greda, Jasenje, Kalina, Kobiljaci, Lasići, Pod Orišnicom, Podstine, Podvardište, Podvorani, Polje, Rodići pod Lišnicom, Tomići, U Nedelišće, Vrankovići, Zavala, Zoran Dolac, Za Umcom te Zeljkovići.

## Kultura
- Smotra dječjih poljičkih zborova (održava se od 2002.), u župi sv. Luke[7]